# Neslavno desetljeće
Neslavno desetljeće (na španjolskom: Década Infame) ime je razdoblja u Argentini koje je počelo godine 1930. s državnim udarom na predsjednika Hipólita Irigoyena koji je izveo José Félix Uriburu i rezultiralo usponom Juana Dominga Perona na vlast nakon vojnog puča 1943. Ovo je desetljeće obilježeno značajnim iseljavanjem iz seoskih područja. Mnogi su mali seoski zemljoposjednici uništeni zbog Velike depresije koja je gurnula zemlju prema uvoznoj zamjenskoj industrijalizaciji. Loši ekonomski rezultati politike i narodno nezadovoljstvo dovelo do drugog udara godine 1943., "Revolucije iz  '43" koju je vodila Skupina ujedinjenih časnika (Grupo de Oficiales Unidos (Gou)), nacionalistička frakcija Oružanih snaga, protiv vršitelja dužnosti predsjednika Ramóna Castilla, stavljajući točku na kraj neslavnog desetljeća. 

## Neslavno desetljeće
Ovo razdoblje ispunile su izborne prijevare, progoni političke oporbe (uglavnom UCR-a) i raširena korupcija u vladinim redovima s Velikom depresijom u pozadini svega. Nacionalna demokratska stranka jedna je od stranaka koje su podržavali nominaciju predsjednika. Utjecaj gospodarske krize prisilio je mnoge poljoprivrednike i druge seoske radnike na seobu u predgrađa većih gradova što je rezultiralo stvaranjem prvih villa miseria (gradova baraka). Iz tih razloga, stanovništvo Buenos Airesa skočilo je s 1,5 milijuna stanovnika iz 1914. na 3,5 milijuna u 1935. Manjak političkog iskustva, u suprotnosti s europskim doseljenicima koji su sa sobom donijeli socijalističke i anarhističke ideje te novi stanovnici grada osigurali su socijalnu osnovu za peronizam u sljedećem desetljeću.

### Politički i gospodarski skandali
Demokratsko-liberalni senator Lisandro de la Torre (osnivač Demokratske napredne stranke iz 1914.) prijavio je razne skandale i vodio istragu o trgovini mesa s početkom 1935 godine. U jeku istrage, de la Torreov sljedbenika, senatora Enza Bordabeherea, ubio je Ramón Valdez Core na katu Senata, a pokrajina Santa Fe intervenirala je. Ubojstvo je prikazano u filmu Juana Josea Jusida iz 1984. Asesinato en el Senado de la Nación.
CHADE (Compaia hispano Argentina de Electricidad, izdanak multinacionalnog konglomerata Sofina) također je bio u središtu važnog političkog i financijskog skandala. CHADE skandal, simbol zloglasnog desetljeća, doveo je do istraga nakon revolucije 1943. kojom je svrgnut Ramón Castillo i naknadnom izvješću Rodrígueza Conde o koncesijama danim elektro-energetskim tvrtkama. 

### Montirano suđenje Saccu & Vanzettiju
Godine 1931., godinu dana nakon pogubljenja talijanskog anarhista Severina Di Giovannija i njegovog suborca Paulina Scarfa koji su usvojili kampanju djelovanja usmjerenu kako na međunarodnu potporu za slučaj Sacco i Vanzetti kako na napade na interese fašističke Italije u Argentini, tri su anarhista dobili doživotnu kaznu tijekom namještenog suđenja mučili su ih na temelju optužbi za ubojstvo članova obitelji konzervativnog političara Joséa M. Blancha. Poznati kao zarobljenici Bragada (presos de Bragado), slučaj je podigao međunarodno javno ogorčenje. Anarhisti, koji su stvorili mrežu solidarnosti s drugovima protjeranih po Zakonu o prebivalištu iz 1902. kojim je legaliziran izgon useljenika koji po mišljenju vlasti ugrožavaju nacionalnu sigurnost ili remete javni red i mir, smatrali su se javnim neprijateljima Uriburuove diktature. Prije njihovog pogubljenja, eksplodirale su tri bombe anarhista na tri strateška mjesta željezničke mreže Buenos Airesa 20. siječnja 1931. ubivši tri osobe i ranivši njih 17.
Godine 1942. ministar Solano Lima potpisao je oslobađanje zatvorenika čija su imena bila rehabilitirana godine 1993. zakonom koji je potvrdio socijalistički zastupnik Guillermo Estevez Boero. Godine 2003. zakonom je odobrena mirovina kćeri jednog od anarhističkih žrtava ovog namještenog suđenja.

## Justovo predsjedavanje
Godine 1933., Arturo Jauretche sudjelovao je u neuspjelom ustanku na čelu s pukovnicima Franciscom Boschom i Gregoriom Pomarom u Paso de los Libres u pokrajini Corrientes i kasnije je uhićen. 

### Sporazum Roca-Runciman
Tijekom Justovog mandata Argentina je potpisala sporazum Roca-Runciman s Velikom Britanijom koji je osigurao Velikoj Britaniji isporuku svježeg mesa u zamjenu za važna ulaganja u prijevoz u Argentini i dao im određene gospodarske ustupke u Argentini kao što je davanje kontrole nad javnim gradskim prijevozom u Buenos Airesu britanskoj tvrtki  Corporacion de Transportes.
Godine 1932. na konferenciji u Ottawi Britanci su usvojili mjere kojim su stavili u povlašten položaj uvoznike iz vlastitih kolonija i dominiona. Pritisak argentinskih zemljoposjednika kojima je vlada obnovila trgovinu s glavnim kupcem argentinskog žita i mesa bio je vrlo jak. Predvođeni predsjednikom britanskog trgovinskog vijeća, vikontom Walterom Runcimanom, intenzivni su intenzivni i rezultirali su potpisivanjem sporazuma Roca-Runciman 27. travnja.
Sporazum je izazvao skandal jer je Velika Britanija dodijelila Argentini kvotu manju nego bilo kojem svom dominionu/koloniji. 390.000 tona mesa godišnje dodijeljeni su Argentini u zamjenu za mnoge ustupke britanskim tvrtkama. Čak 85% izvoza moralo se odraditi preko britanskih brodova-hladnjača. Tarife za željeznicu pod upravom Velike Britanije nisu uređene niti su utvrđene carinske pristojbe za ugljen. One su oproštene britanskim tvrtkama koje su ulagale u Argentini. Sporazum je rušio cijene izvoznih argentinskih proizvoda. Potpredsjednik Roca tom je prigodom izjavio da Argentina svojom gospodarskom važnošću sliči na jedan veliki britanski posjed.
Lisandro de la Torre, jedan od njegovih glavnih i najglasnijih protivnika, rugajući se Rocovim riječima u uvodniku, piše: U ovim uvjetima mi ne bismo mogli reći da je Argentina pretvorena u britanski posjed jer Engleska ne uzima slobodu nametati slična poniženja svojim dominionima. Justa se podijelila oko tog spora. Konačno, Senat je 28. srpnja raskinuo ugovor. Mnogi su radnici štrajkovima pratili oslobađanje, pogotovo u provinciji Santa Fe u kojoj je završila vladina intervencija.

### Domaća zamjenska industrijalizacija i Pinedova gospodarska politika
S druge strane, trgovinski izolacionizam od svjetskih sila zahtijevao je početak samostalnog argentinskog industrijskog razvoja. Važne tvrtke kao što su Bunge & Born poljoprivredna prehrambena tvrtka ili Tornquist grupa, prethodno okrenute prema izvozu, počele su diverzificirati svoje aktivnosti i ulagati u nacionalne industrije usmjerene na lokalnu potrošnju.
Pod vodstvom konzervativnog ministra gospodarstva Federica Pinede gospodarska politika postala je intervencionistička iako još uvijek usmjerena u konzervativno. Pinedo je stvorio središnju banku (BCRA), koju je savjetovao Sir Otto Niemeyer, direktor Bank of England.BCRA-ov odbor direktora bio je uglavnom sastavljen od osoba vezanih uz privatne banke. Cilj mu je bio upravljanje pesom i reguliranje kamatnih stopa. Pisac i mislilac Raúl Scalabrini Ortiz bio je jak kritičar britanskog sudjelovanja u Argentini, a BCRA je bila glavni ogledan primjer.
Tijekom tog razdoblja stvoreni su i Juntas Reguladores Nacionales i usmjeravani na razvoj privatnih i državnih poslova i kontrolu kvalitete proizvoda za nacionalnu potrošnju, ali i za izvoz. Htjedući nadzirati cijene proizvoda i izbjeći hiperprodukciju, Juntas su naredile uništenje cijelih tereta kukuruza, korištenog kao gorivo za lokomotive, usprkos narodnoj gladi.30 milijuna pesosa godišnje korišteni su za uništenje proizvedenog vina.
Nadalje, Pinedo je pokrenuo nacionalni projekt izgradnje cesta čime je nacionalna mreža dosegnula 30.000 km 1938 godine (iako su mnogi krajevi ostali bez pločnika).  Cestari su se natjecali sa željeznicom, u rukama uglavnom britanskih tvrtki, i povećali prodor američkih tvrtki za prodaju motornih vozila u argentinsko tržište.  Tijekom tog vremena porasla su inozemna izravna američka ulaganja (FDI) s tvrtkama poput tekstilnih Sudamtex, Ducilo i Anderson Clayton, koje uspostavljaju svoje pogone po Argentini, gurmanskih Firestone i Goodyear, elektroničke Philco i kemijske tvrtke Johnson & Johnson.
Poznate iznimke tim konzervativnim pravilima bile su politika Luciana Molinasa, guvernera provincije Santa Fe (1932. – 1936.) i jednog od čelnika Demokratske napredne stranke, i Amadea Sabattinija, guvernera Cordobe (1936. – 1940.). Prvi čin guvernera Molinasa, koji je je to postao 20. veljače 1932., bio je ponovno uspostaviti napredni Ustav provincije Santa Fe koji je proglasila Ustavotvorna skupština godine 1921., a koji je ukinuo radikalni guverner Enrique Mosca. On je također osiguravao neovisnost pravosuđa, poreznu jednakost, svjetovno školstvo, žensko pravo glasa i pravo stranaca na glasanje za izbor općinskih vlasti. Molinasova uprava također je stvorila pokrajinsko ministarstvo rada, koje je osiguravalo poštovanje članka 28. pokrajinskog Ustava o osmosatnom radnom vremenu, minimalnim plaćama i regulaciju rada djece i žena. Molinas je također smanjio svoju plaću od 2.500 na 1.800 pesosa i suspendirao plaćanje vanjskog duga pokrajine što je učinio da proračun pokrajine Santa Fe postane pozitivan. Od tada je on subvencionirao javne radove na poticaj ministra Alberta Casella što dovodi do povećanja lokalne zaposlenosti. Također je uveo umjerene agrarne reforme, kojima su se oštro protivili konzervativci i Alvearisti radikali, kao i Sociedad Rural. Konačno, osnovao je Eksperimentalni institut poljoprivredna istraživanja, preteču Nacionalnom Poljoprivrednom institutu za tehnologiju (INTA).
Međutim, u strahu od izbornog poraza za Concordanciju u Santa Feu i izbornom kolegiju, Justo je naručio vojnu intervenciju u pokrajini Santa Fe 3. listopada 1935. slanjem pukovnika Perlingera i ministra Joaquina F. Rodrigueza da preuzmu kontrolu nad lokalnom Vladom. Uslijedio je oružani otpor protiv savezne intervencije, ali, kako bi se izbjeglo krvoproliće, Molinas i De la Torre nisu se opirali. Rodríguez je uskoro ponovno ukinuo Ustav iz 1921. i postupno dokinuo Molinasova dostignuća.
Justo je 1934. već naredio intervenciju u provincijama San Juanu i Tucumanu i naredio slične intervencije u Catamarci, Santa Feu i Buenos Airesu 1935. (potonja je omogućila lažne izbore Manuela Fresca za guvernera). Unatoč toj saveznoj intervenciji, radikalna stranka Marcela Alveara (UCR) odlučila je 1935. napustiti svoju apstencijsku politiku prosvjedujući protiv prijevare. Za razliku od Alvearovog zaokreta,  mladi Irigoyenisti iz nacionalističke pozadine osnovali su 1935. organizaciju zvanu FORJA (Fuerza Orientadora radical de la Juventud Argentina), radikalno orijentiranu snagu argentinske omladine čiji su vođe bili socijalisti Arturo Jauretche, Raul Scalabrinija Ortiza i Gabriela del Mazo. FORJA-in je moto bio: Mi smo kolonijalna Argentina, želimo biti slobodna Argentina. Između ostalog, FORJA je osudila šutnju vlasti o mnogim problemima, kao što su stvaranje središnje banke, ekonomske žrtve nametnute u korist stranog kapitalizma, naftne politike, proizvoljnih vojnih intervencija, ograničenja slobode mišljenja, članstva u Ligi naroda, suzbijanje odnosa s Rusijom, parlamentarne istrage, zločini u Senatu, itd.

### Radnički pokret
U vrijeme udara 1930. postojala su tri sindikata u Argentini:  Argentinska radnička udruga (Confederation Obrera Argentina, COA, osnovana godine 1926., a povezana sa Socijalističkom strankom), Savez sindikata Argentine (SSH, anarhosindikalističk) i Forum V (raspušten po nalogu Uriburua). Na dan 20. rujna 1930., COA i SSH ujedinili su se u Opću konfederaciju rada (CGT) iako su suparničke tendencije ostale.
U međuvremenu, sindikalistička struja CGT diskreditirana je zbog svoje potpore savezu s vladom kako bi se postigao društveni napredak dok je socijalistička struja predlagala otvorenu oporbu vezanu za političku potporu Socijalističkoj stranci. Sindikalistička struja bila je posebno pogođena svojim ugovorima s profašističkim guvernerom Buenos Airesa, Manuelom Frescom (1936. – 1940.). Potonji, koji je bio izabran u jednom od izbora s najvećim prijevarama u tom razdoblju (prema riječima američkog veleposlanika), povjerio je arhitektu Franciscu Salamoneu gradnju raznih zgrada koje su bile kombinacija Art Decoa, funkcionalizma, futurizma i fašističke arhitekture.
Iako su Velika depresija i naknadni ruralni egzodus donijeli mnoge politički neiskusne radnike u Buenos Aires, spontana supstitucijska industrijalizacija omogućila je, počevši od 1935, u kombinaciji s jačanjem sindikata, rast plaća. U siječnju 1936. pokrenut je 48-satni opći štrajk građevinskih radnika tijekom kojeg su ubijena 3 radnika i 3 policajaca .

## Ortizova i Castillova uprava (1938. – 1943.)
Kandidature Roberta Marcelina Ortiza i Ramóna S. Castilla,  kao predsjednika i potpredsjednika, za izbore 1938. pokrenute su u Britanskoj gospodarskoj komori i podržalo ih je njezin predsjednik William McCallum. Ortiz, bivši alvearist, bio je izabran prijevarom i preuzeo svoj novi ured u veljači 1938. Pokušao je očistiti korupciju u zemlji, ali bez puno uspjeha naručujući saveznu intervenciju u provinciji Buenos Aires pod upravom Manuela Fresca i poništavajući lažne izbore koji je osvojio konzervativac Alberto Barceló.
Federico Pinedo, još uvijek ministar gospodarstva, predstavio je 18. studenog 1940. gospodarski reaktivacijski plan, koji je trebao provesti neke protekcionističke mjere i izgradnju društvenog smještaja kako bi se suočili s krizom. Također je predložio nacionalizaciju britanskih željeznica nakon što su dogovoreni povoljniji uvjeti za njihove vlasnike. Međutim, konzervativci su glasovali protiv njegovog plana zbog čega jer podnio ostavku.
Argentina je bila neutralna tijekom Drugog svjetskog rata kao i tijekom prvog svjetskog rata što je bilo povoljno za Veliku Britaniju. Iako su SAD pokušale gurnuti zemlju u rat, tijekom siječnja 1942. na konferenciji u Rio de Janeiru Argentina se uz potporu Britanaca oduprla. Nekoliko mjeseci kasnije, u lipnju 1942, Ortiz je podnio ostavku zbog bolesti i umro mjesec dana kasnije.
Njega je zamijenio njegov potpredsjednik Castillo koji je počeo raditi na pokretanju kandidature Robustiana Patróna Costasa, potpredsjednika Senata i proizvođača šećera koji ga je podržavao 1938 godine. U međuvremenu, formirana je Demokratska unija politička koalicija (koja je uključivala Radikalnu građansku uniju, Demokratsku naprednu stranku, kao i Socijalističku stranku i Komunističku partiju)1942 godine. Njihova izborna platforma, usmjerena protiv endemske korupcije, objavila je da jamči slobodu misli i okupljanja i sindikalna prava i jamstva za aktivnu solidarnost s ljudima koji se bore protiv nacističko-fašističke agresije.

## Prevrat u lipnju 1943.
Nacionalistička frakcija vojske, okupljena oko Skupine ujedinjenih časnika (Grupo de Oficiales Unidos GOU, osnovana u ožujku 1943.) protiveći se i korupciji i ljevici, svrgnula je državnim udarom Castilla 4. lipnja 1943. Sastavljena inicijativom pukovnika Miguela A. Montesa i Urbana de la Vege, GOU je kao glavne članove uključivala pukovnika Juana Dominga Peróna i Enriquea P. Gonzáleza. Kao simpatizeri Nacističke Njemačke i fašističke Italije,  GOU je postavila generala Pedra Ramireza za šefa države unatoč tomu što se general Arturo Rawson nakratko pokušao dokopati vlasti.

## Drugo neslavno desetljeće
Predsjedavanje Carlosa Menema (dva uzastopna mandata, 1989. – 1999.) zovu drugim (ili novim) neslavnim desetljećem snažni kritičari njegove neoliberalne politike i poimanja korupcije u njegovo doba, posebice ljevičari. Razdoblje 1999. – 2001., kad je predsjednik bio Fernando de la Rua, ponekad se spominje kao nastavak te iste politike.